# Militärperspektive
Die Militärperspektive (auch Grundrissaxonometrie, Grundrissschrägbild, Militärprojektion, Militärriss, planometrische Projektion, Vogelschau; englisch: military projection) ist eine Perspektiveart, genauer eine Parallelperspektive (Axonometrie). Alle parallelen Linien eines Objektes bleiben im Bild parallel. Die Militärperspektive ist eine meist dimetrische, schiefe (bzw. schräge oder schiefwinklige) Horizontalansicht in Parallelperspektive.

## Beschreibung
Besonderes Kennzeichen ist, dass der Grundriss – und auch alle in waagerechten Ebenen liegenden Figuren wie z. B. die Draufsicht – maßstabsgetreu unverkürzt und unverzerrt bleibt. Zunächst wird der vorhandene Grundriss abgebildet. Auf diesen trägt man dann die Höhenlinien senkrecht auf. Die Tiefenlinien (die seitlichen, nach links und rechts in die Tiefe gehenden Linien des Grundrisses) verlaufen meist im 60- bzw. 30-Grad-Winkel zur Waagerechten, seltener beide im 45-Grad-Winkel. Wichtig ist, dass beide Winkel addiert 90 Grad ergeben. So steht der Grundriss auf der Ecke und bleibt unverzerrt. Die Senkrechten bleiben senkrecht, können unverzerrt oder verkürzt – meist um die Hälfte – dargestellt werden.

## Verwendung
Die Militärperspektive entstand, um militärische Architektur darzustellen, insbesondere Bastionssysteme, die seit dem Ende des 15. Jahrhunderts gebaut wurden. Man verwendet die Militärperspektive vor allem dann, wenn der Grundriss gezeigt werden soll, zum Beispiel bei städtischen Anlagen. Die Militärperspektive eignet sich besonders gut zur Darstellung von Architekturen, Innenräumen, Fabrikanlagen, Festungsanlagen, Gebäudekomplexen mit Innenhöfen, Stadtteilen und technische Zeichnungen.

## Vor- und Nachteile
Ein Nachteil der Militärperspektive liegt darin, dass die Darstellung weniger realistisch wirkt, da kein Fluchtpunkt (wie bei der Zentralperspektive) vorhanden ist. Vorteile sind, dass die Konstruktion relativ einfach ist und dass Grundriss und Maßverhältnisse leicht ablesbar sind.

## Abbildungen

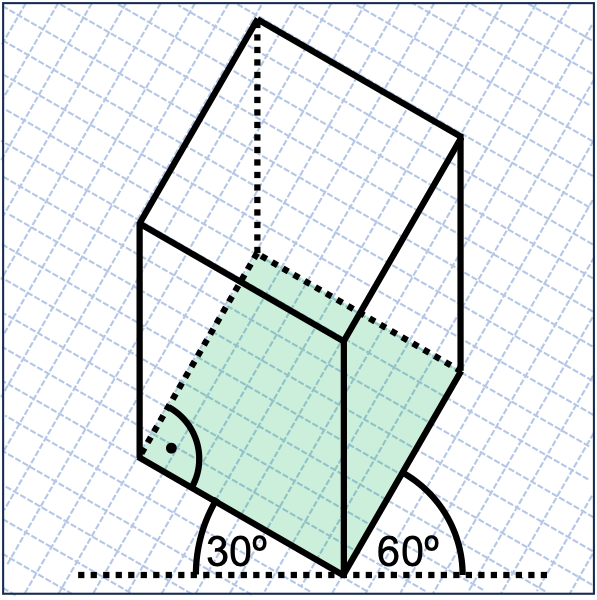
Bei der meist angewandten Form der Militärperspektive bilden die Tiefenlinien einen 30- bzw. 60-Grad-Winkel zur Waagerechten. Alle Linien sind unverzerrt, d. h. das Verzerrungsverhältnis ist 1:1:1 (= Isometrie).
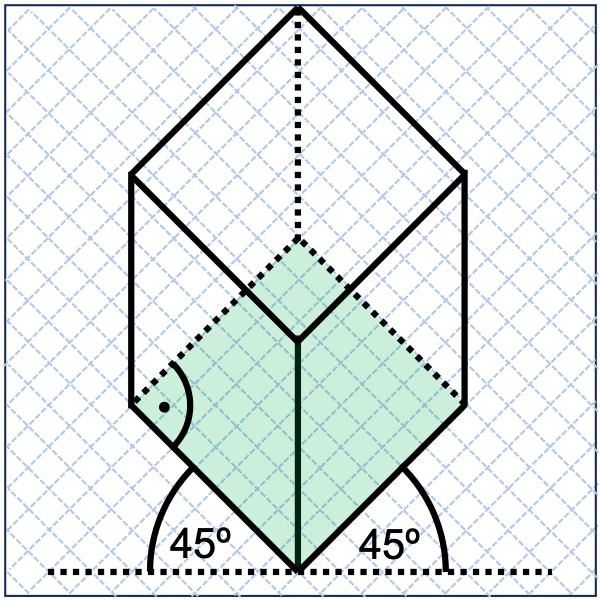
Seltener ist die Form der Militärperspektive, bei der beide Tiefenlinien einen 45-Grad-Winkel zur Waagerechten bilden.
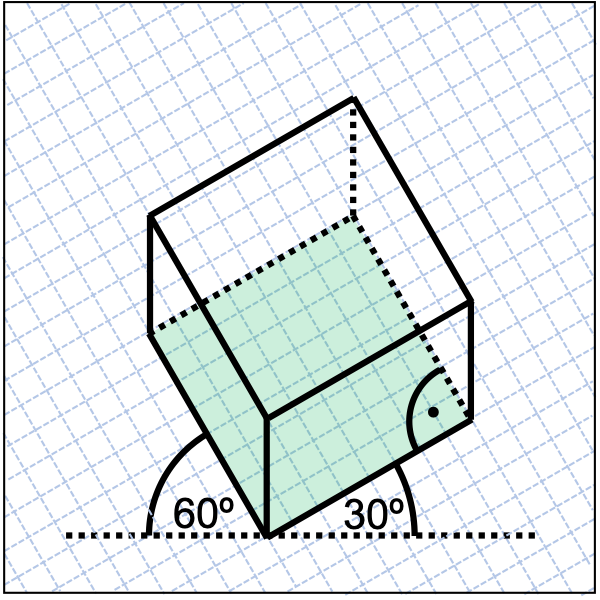
Die senkrechten Höhenlinien sind um die Hälfte verkürzt, d. h. das Verzerrungsverhältnis ist 1:1: 0,5 (= Dimetrie).
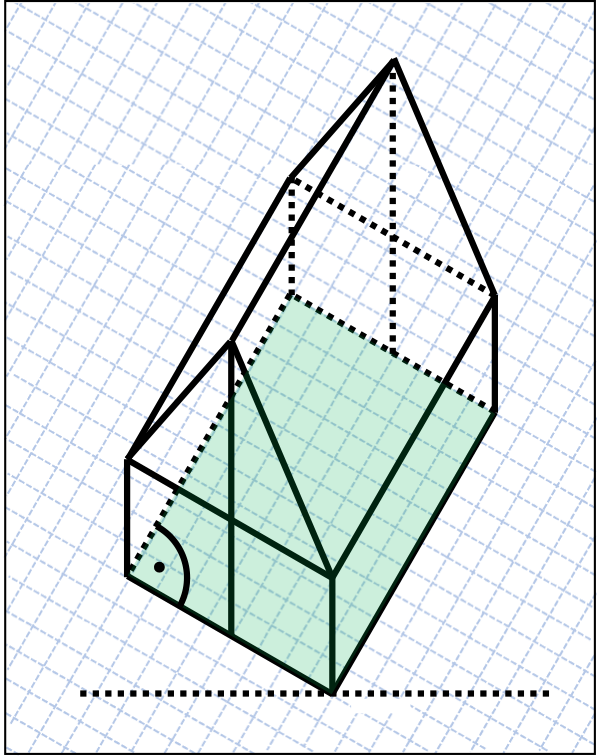
Satteldachhaus in Militärperspektive.

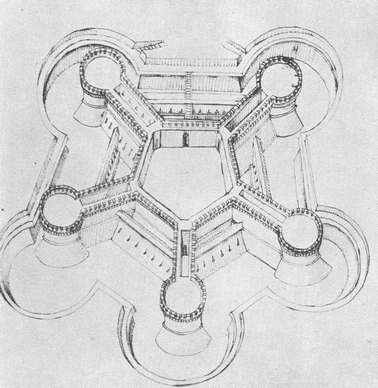
Fünfeckige Festung in Militärperspektive. Kupferstich von Francesco di Giorgio Martini, 1490.
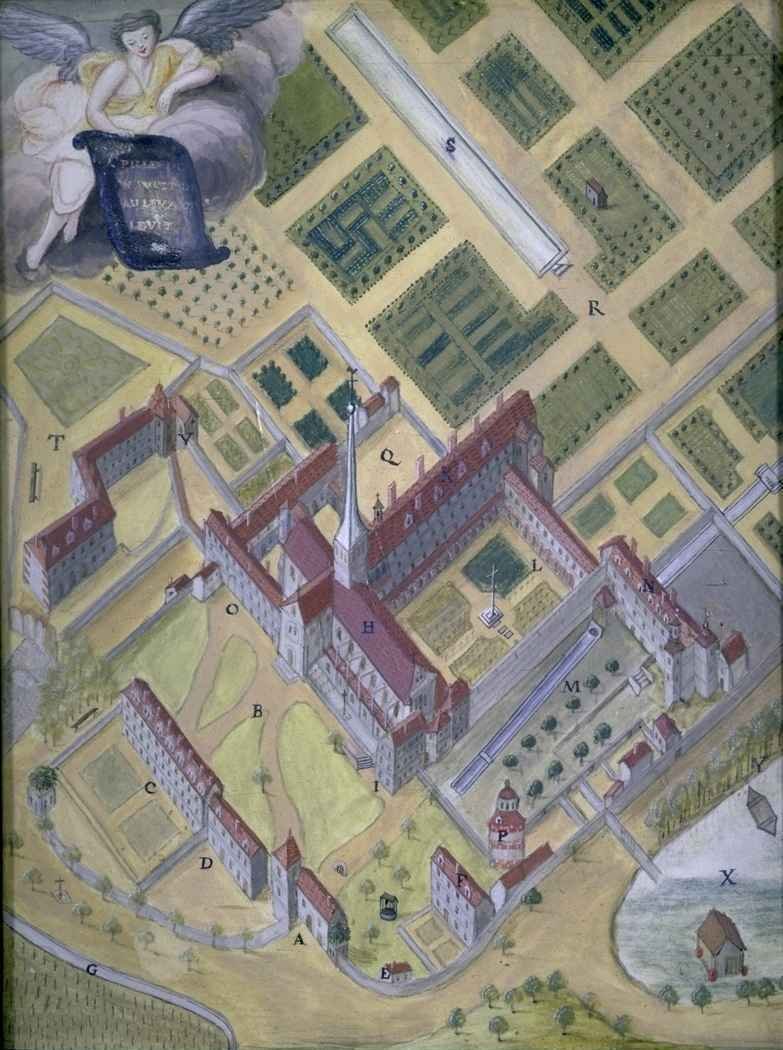
Louise-Madeleine Hortemels: Plan des Klosters Port-Royal-des-Champs. 1710.
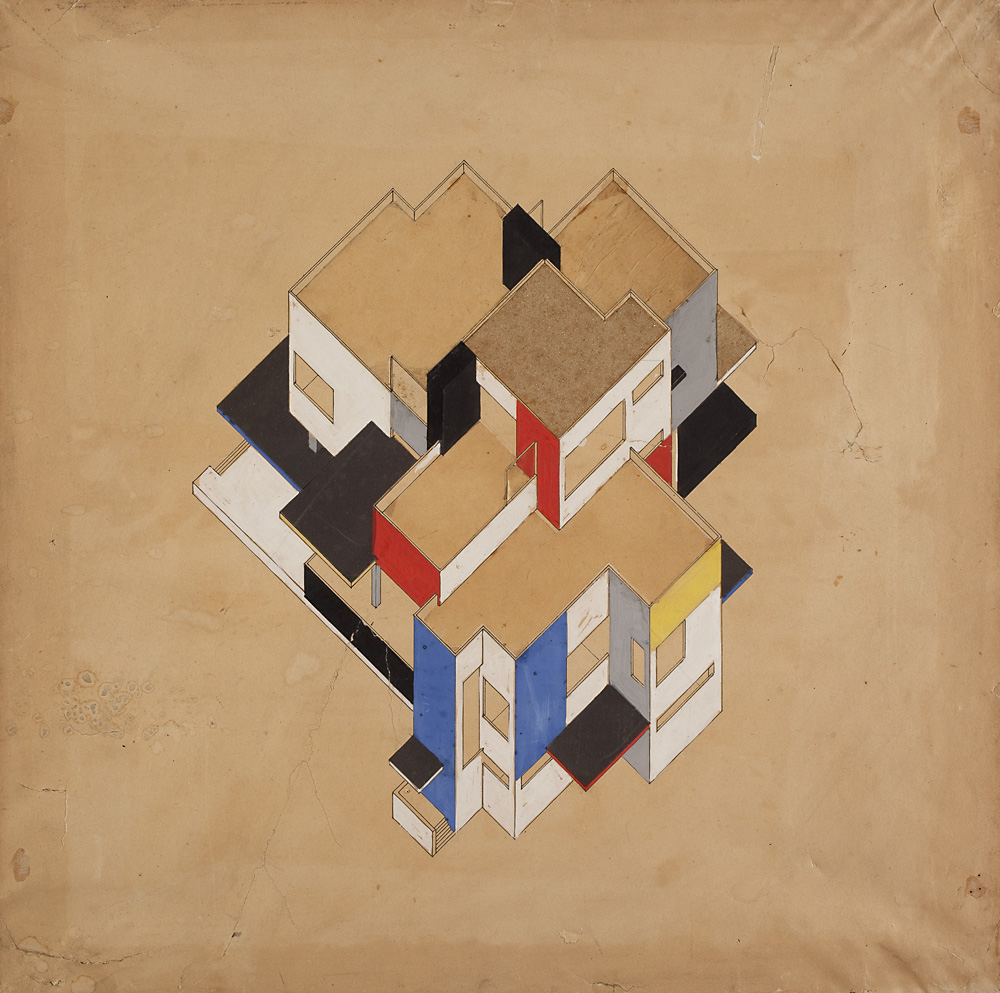
Theo van Doesburg: Privathaus in Militärperspektive. 1923.
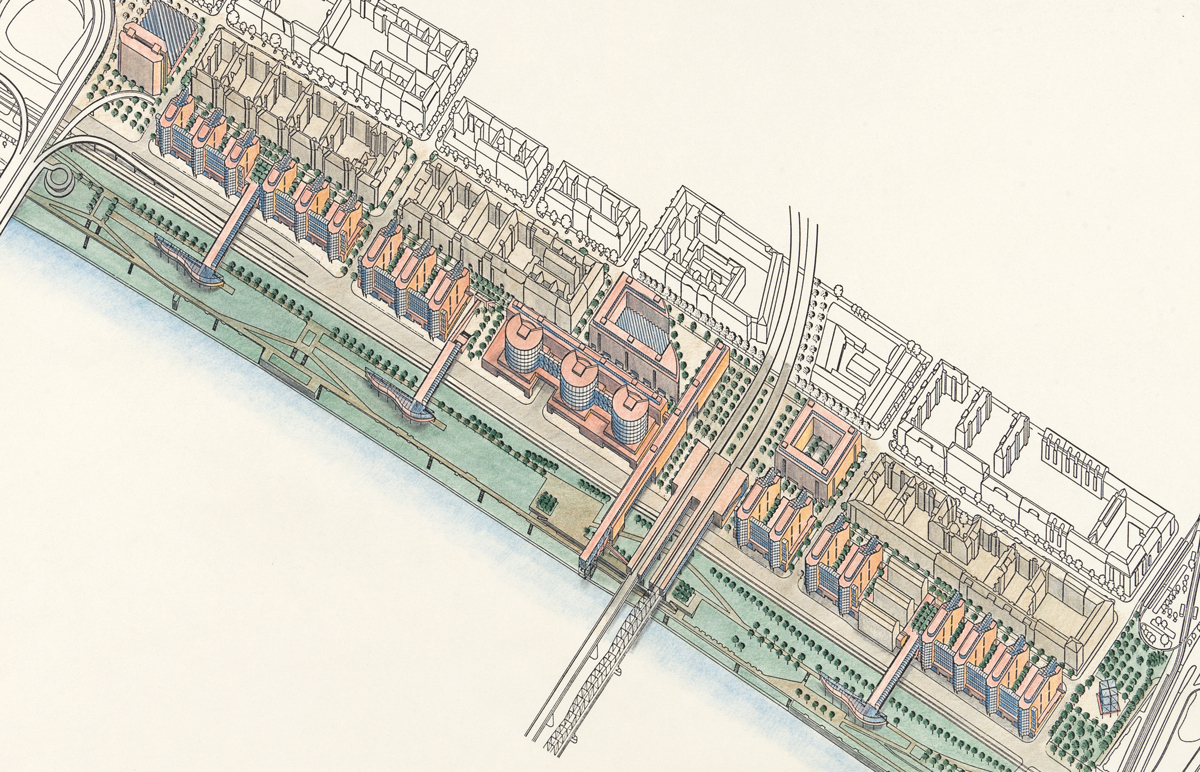
Bebauungsvorschlag für den Handelskai in Wien, 1990.
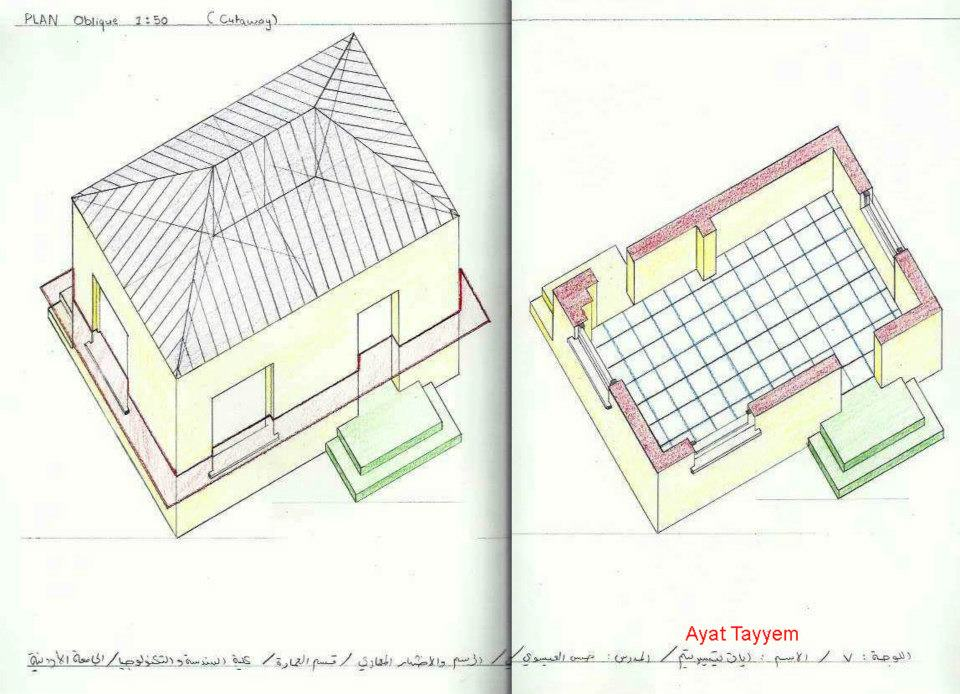
Walmdachhaus, Draufsicht und waagerechter Schnitt. 2013.